# Internat Gimnazjum Katolickiego w Kłodzku

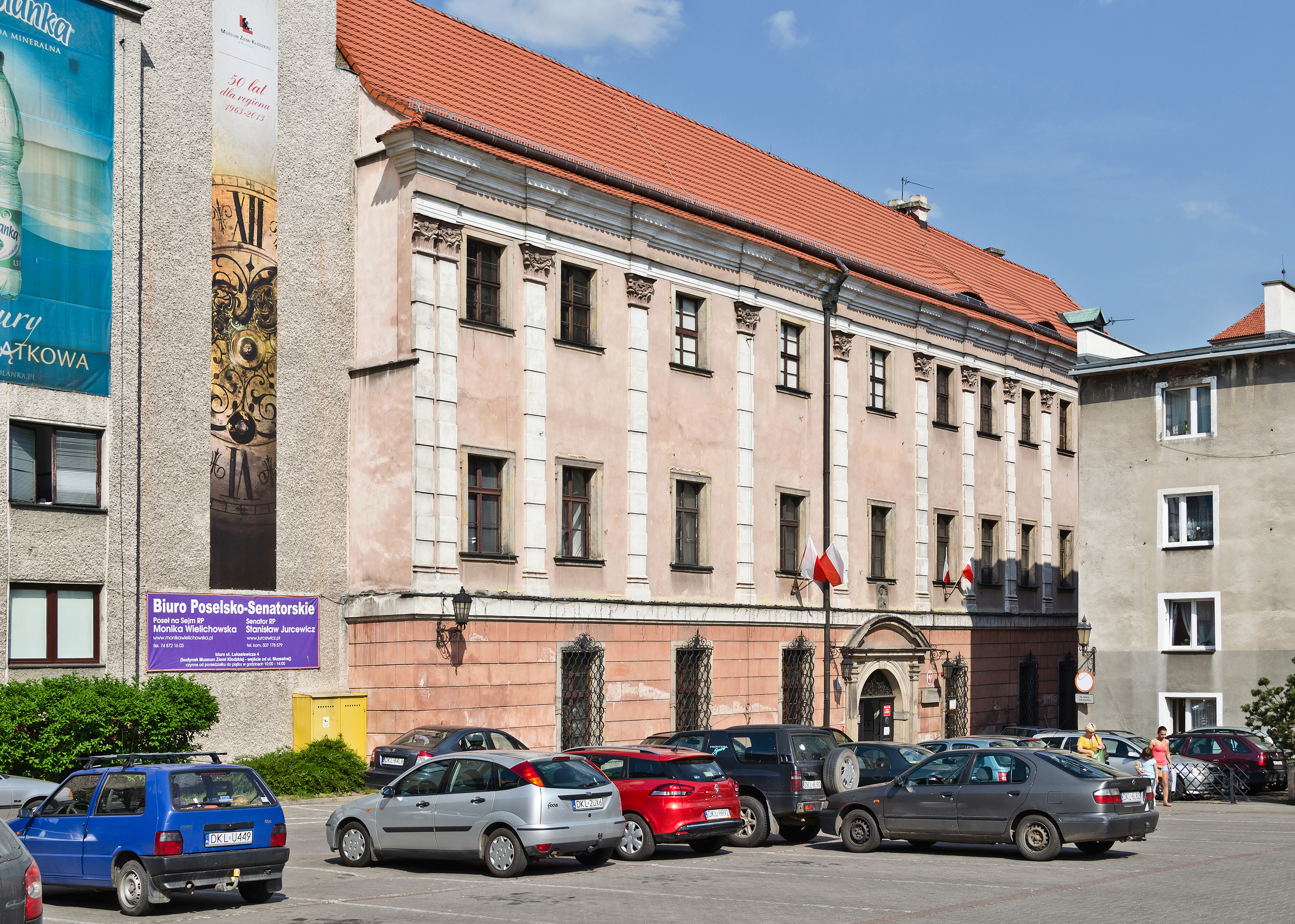
Internat Gimnazjum Katolickiego, obecnie siedziba Muzeum Ziemi Kłodzkiej

Internat Gimnazjum Katolickiego w Kłodzku – internat należący do Gimnazjum Katolickiego w Kłodzku. Mieścił się na terenie starówki, przy ulicy Judengasse (obecnie Łukasiewicza) w latach 1810–1945, w barokowym budynku należącym wcześniej do jezuitów.

## Okoliczności powstania
Internat powstał w 1810 roku wraz z sekularyzacją dóbr klasztornych w miejsce działającego wcześniej w tym miejscu konwiktu należącego do zakonu jezuitów. Po licytacji dóbr należących do zakonu jezuitów, która miała miejsce w 1787 roku, ich nowi nabywcy zdecydowali się zabezpieczyć placówkę roczną dopłatą do czynszu.

## Kierownictwo
Kierownictwo w internacie sprawował regent (regens), będący nauczycielem religii w gimnazjum. Jego zastępcami było dwóch młodszych nauczycieli religii, noszących tytuły proregentów (subregensów). W latach 1847–1864 internat nie posiadał osobnego kierownictwa, a wszystkimi sprawami zarządzał dyrektor gimnazjum. Następnie wrócono do poprzedniej struktury organizacyjnej, która obowiązywała do dwudziestolecia międzywojennego. Po 1919 roku stanowisko subregenta zajmowali wyłącznie świeccy filolodzy. W czasach III Rzeszy starano się bezskutecznie obsadzić stanowiska kierownicze członkami SS.
Regensi:
- 1818–1831: Aloys Bach
- 1831–1858: Franz Langner
- 1858–1862: Ernst Strecke
- 1862–1864: August Langner
- 1864–1884: Hugo Schiel
- 1884–1889: Wilhelm Hohaus
- 1889–1894: Franz Müller
- 1894–1900: Paul Hahnel
- 1900–1901: Tschöke (kierownik komisaryczny)
- 1901–1935: Georg Franz
- 1935–1945: Oskar Linke

## Finansowanie internatu
Placówka poza dopłatą do działalności internatu ze strony nowych nabywców dóbr jezuitów w hrabstwie kłodzkim finansowana była ze środków Szkolnego Funduszu Śląsko-Katolickiego, który był ustalany i zatwierdzany przez władze prowincjonalne we Wrocławiu. Oprócz tego internat finansowany był przez darowizny przekazywane przez bogatych mieszkańców ziemi kłodzkiej. Ich portrety zdobiły ściany placówki. Po zakończeniu I wojny światowej ze względu na kryzysy gospodarcze darowizny ustały.

## Życie w internacie
Życie w internacie było bardzo surowe i do końca XIX wieku przypomniało życie w klasztorze. Panowała tu surowa dyscyplina, a uczniowie mogli w ciągu dnia wyjść na godzinę poza obiekt, ale wyłącznie pod opieką nauczyciela. Wszystko regulowane było przy pomocy dzwonka. Dzień rozpoczynał się o 4:00, a w zimie o 5:30. W późniejszych latach w internacie przyznawano wychowankom coraz więcej swobody.
W czasie II wojny światowej w internacie pozostało bardzo niewielu uczniów. Nie opuścili go wyłącznie ci chłopcy, którzy ze względów zdrowotnych nie nadawali się do służby wojskowej. Internat rozwiązano 22 stycznia 1945 roku, a po przejęciu Kłodzka przez władze polskie w jego gmachu urządzono powiatowy oddział Państwowego Urzędu Repatriacyjnego.